# Glamorous Indie Rock & Roll
Glamorous Indie Rock & Roll este al cincilea single al formației americane de rock alternativ The Killers, și ultimul de pe albumul lor de debut, Hot Fuss (de menționat că se află pe ediția americană a albumului, nu și pe cea britanică). A fost lansat numai în Marea Britanie, ca single promoțional. Datorită popularității printre fani, a ajuns să fie nelipsit din concertele trupei în turneul Sam's Town, și, în 2007, o versiune reînregistrată a sa a fost inclusă pe albumul-compilație Sawdust.
Deși nu a fost lansat ca single în Statele Unite, a izbutit să pătrundă până pe locul 13 în topul Billboard Bubbling Under Hot 100 Singles (ceea ce semnifica locul 113 în topul Billboard Hot 100) și pe locul 71 în topul Billboard Pop 100.
Nu a beneficiat de videoclip.

## Titlul melodiei
1. Glamorous Indie Rock & Roll

## Poziții în topuri
- 13 (Billboard Bubbling Under Hot 100 Singles)
- 113 (Billboard Hot 100)
- 71 (Billboard Pop 100)